# Matteo Segers

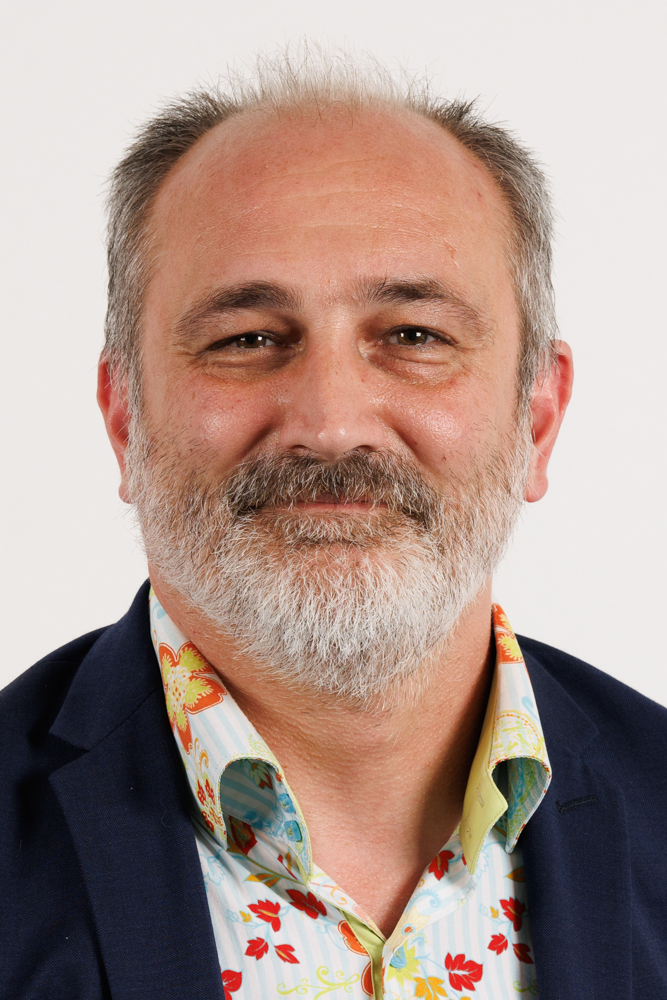
Matteo Segers

Matteo Segers (Elsene, 28 februari 1975) is een Belgisch politicus voor Ecolo.

## Levensloop
Segers behaalde in 2000 een master in de scenografie aan de kunsthogeschool La Cambre in Brussel. Beroepshalve werd hij zelfstandig scenograaf en ontwikkelaar van artistieke projecten. In 2000 was hij een van de stichters van Zinneke Parade, een artistiek en sociaal evenement in Brussel. Van 2005 tot 2007 was hij algemeen artistiek coördinator van dit evenement en van 2007 tot 2009 artistiek directeur. Daarnaast was hij van 2005 tot 2006 docent in de scenografie aan de kunsthogeschool EPS Saint-Luc in Brussel, van 2010 tot 2017 docent in cultureel beleid aan het CIEP, het centrum voor informatie en permanente vorming van de christelijke arbeidersbeweging MOC, en van 2016 tot 2019 docent cultuurbeheer bij Culture-Plus.
In 2009 was hij voor korte tijd directeur van het cultureel centrum van Nijvel en van 2009 tot 2013 projectdirecteur van Racagnac Productions, een artistiek project rond straatkunst. Bovendien was hij van 2007 tot 2012 lid van de Commissie van Culturele Centra van de Franse Gemeenschap, van 2010 tot 2015 lid van de Raad voor Dramakunst van de Franse Gemeenschap en van 2013 tot 2018 directeur van de Vereniging van Culturele Centra van de Franse Gemeenschap. Daarnaast was hij van 2013 tot 2018 bestuurslid van CESSOC, de Brusselse confederatie voor werkgevers in de sportsector en de sociaal-culturele sector en van 2010 tot 2013 bestuurslid bij de concertzaal Botanique.
Ook werd hij politiek actief voor Ecolo. Sinds december 2018 zetelt hij voor deze partij in het Brussels Hoofdstedelijk Parlement en sinds januari 2019 in het Parlement van de Franse Gemeenschap. In dit laatste parlement is Segers sinds september 2019 fractievoorzitter voor zijn partij.